# 제독: 미힐 드 로이테르
《제독: 미힐 드 로이테르》(네덜란드어: Michiel de Ruyter)는 2015년 공개된 네덜란드의 영화이다.

## 출연

### 주연
- 찰스 댄스
- 룻거 하우어
- 다니엘 브로클린뱅크
- 바리 아츠마

### 조연
- 오렐리 메리엘
- 데릭 드 린트
- 엘라-준 헨라드
- 타이고 거낸트
- 프랭크 래머스
- 플립 피터스
- 에그버트 잔 위버
- 로랜드 펀호트
- 윌 보든
- 닐스 베르쿠이젠
- 리케 반 렉스몬드

## 기타
- 의상: 마그리에트 프로시

## 같이 보기
- 영국-네덜란드 전쟁
- 프랑스-네덜란드 전쟁